# 青空うれし
青空 うれし（あおぞら うれし、1935年1月5日 - ）は、東京都中央区日本橋出身の司会者、漫談家。駒澤大学卒業。本名：島田 寿三 。

## プロフィール
学生時代から素人漫才コンクールで鳴らし、1958年にコロムビア・トップ・ライトに入門。1960年6月に漫才コンビ「青空うれし・たのし」を結成、いきなり売っ子になる。漫才のみならず1955年から2年間歌謡ショーで岡晴夫の司会を担当、それを皮切りに村田英雄、五月みどりの専属司会等にも幅広く活躍するが、お互いピンの仕事が増えて行き違いが多くなり、1981年の満20年を期にコンビを解消。
その後はピンの漫談家、司会業、レポーター業の傍ら講演活動にも力を入れ、春日三球と巣鴨つながりのコンビで掛け合いを見せることもある。趣味は野球グッズ収集と、有名人の墓巡りで、墓巡りの著書もある。
白鳥みづえと結婚するが、後に離婚した。

## 出演

### テレビ番組
- テレビ3面記事 ウィークエンダー
- 巣鴨バラエティ座

### テレビＣＭ
- サウナ ジャンボ - 東海地方のローカル。

## ディスコグラフィー
全てコロムビアミュージックエンタテインメントより発売。
- 『夜の東京夢の街』
- 『宴会部長どの』
- 『悪魔のささやき』
- 『軍歌・戦時歌謡を歌う』(ラバウル小唄)